# NGC 7428
NGC 7428 (również PGC 70098 lub UGC 12262) – galaktyka spiralna z poprzeczką (SBa), znajdująca się w gwiazdozbiorze Ryb. Odkrył ją Albert Marth 27 lipca 1864 roku.